# Eromenos

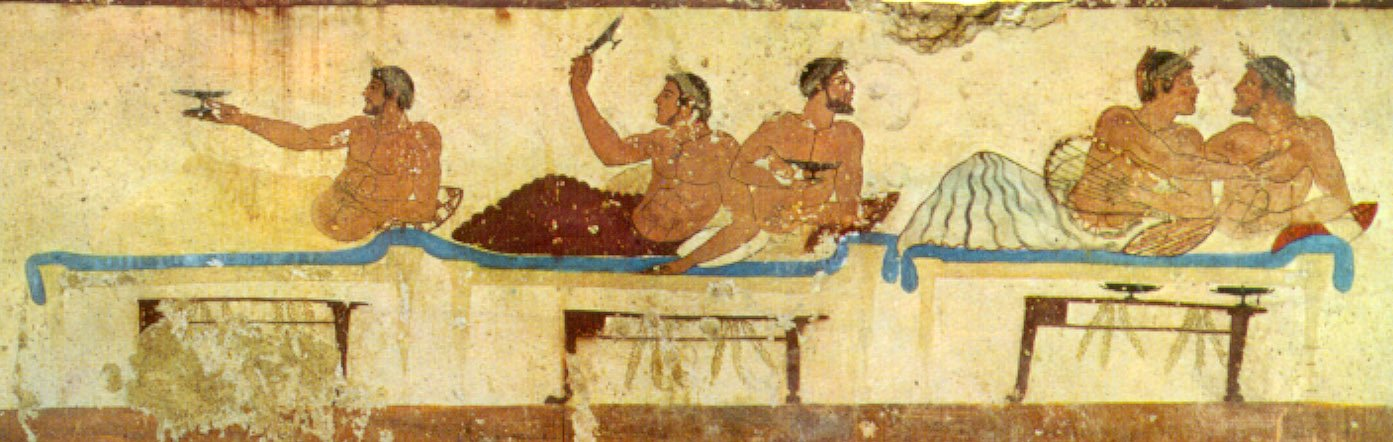
Män med sina eromenoi.

Eromenos (grekiska: ἐρώμενος, plural ἐρώμενοι, "eromenoi") var inom den pederastiska kulturen i gamla Aten en yngre pojke involverad i ett förhållande med en äldre man, då kallad erastes (ἐραστής). Termen för rollen varierade från en region till en annan. I Aten var en eromenos också känd som en paidika, i Sparta aites (åhörare), en term som också användes i Thessalien. På Kreta kallades pojkarna för kleinos (strålande) och om de hade deltagit i strid med sin älskare, som parastathenes (en som står bredvid).
Den ideale eromenos, och även hans erastes, förväntades lyda principerna kallade enkrateia, eller "självherravälde", i vilken en attityd av moderation och självbehärskning förväntades i alla lägen.